# 法比奥·卡萨尔泰利

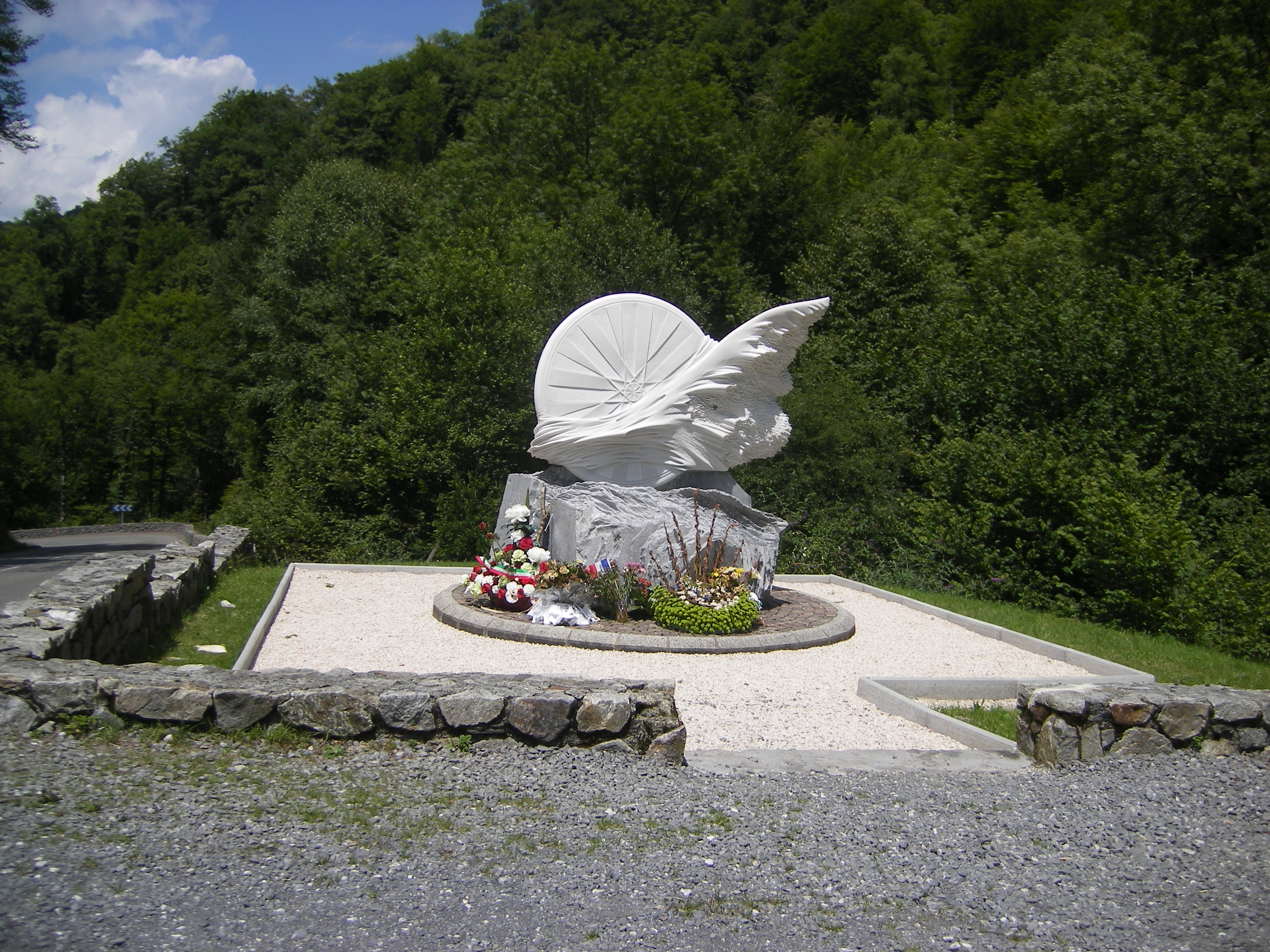
法比奥·卡萨尔泰利紀念碑

法比奥·卡萨尔泰利（義大利語：Fabio Casartelli，1970年8月16日—1995年7月18日），意大利男子自行车运动员。他曾代表意大利参加1992年夏季奥林匹克运动会自行车比赛，获得男子公路赛金牌。他在1995年环法自行车赛一处下坡路段发生事故，头部撞上路边的混凝土块后身亡。